# Fredrik Tersmeden
Carl Fredrik Wilhelm Tersmeden, född 10 mars 1968 i Tynnereds församling i Göteborg, är en svensk arkivarie, skribent och känd studentprofil vid Lunds universitet.

## Biografi
Tersmeden föddes i Göteborg och växte upp i bland annat Stockholm och kom till Lund som student där han 1992 avlade  filosofie kandidatexamen vid kulturvetarlinjen vid Lunds universitet. Efter avbrutna doktorandstudier har han sedan 2002 arbetat som arkivarie, först vid Landsarkivet i Lund, sedan vid Lunds universitet, där han 2006–2008 var platsansvarig vid det centrala universitetsarkivet. Han har även undervisat i arkivvetenskap vid Institutionen för kulturvetenskaper.

## Ideellt och litterärt engagemang
Tersmeden är en känd profil i det studentikosa Lund, bland annat genom sin roll som medarbetare och 2001–2007 förman vid AFs Arkiv & Studentmuseum. 1999–2000 var han ombudsman (verkställande chef) för Akademiska Föreningen (AF), där han även varit redaktör för AF:s årsbok och programledare för musikprogrammet Dr Jazz i Radio AF. 
Tersmeden har tillhört redaktionen för tidningen Lundagård både som skribent och illustratör. Han har varit aktiv i Helsingkrona nation där han varit redaktör för tidningen Helsingkroniten, arkivarie och, under mer än tio år, engagerad på och bakom scenen i Helsingkronaspexet, bland annat som regissör och manusförfattare. Även senare har Tersmeden fortsatt att uppträda på scen, främst som medlem av gruppen "Glädjefrids minivarietésällskap", bland annat på Lund Comedy Festival 2012–2014.
Inom Lundakarnevalen har Tersmeden varit aktiv i samtliga karnevaler sedan 1990, bland annat föreställande Carl Bildt i tåget 1994, som medlem av redaktionen för karnevalstidningen Sigill 1998, som intendent för Konstifiket 2002 och 2006 samt som statist eller aktör i samtliga karnevalsfilmer sedan 1994. Han har också, tillsammans med K. Arne Blom och Per Ola Olsson, skrivit en historik över karnevalerna 1920–1990. Under 2010-talet har han varit huvud- eller medförfattare till flera historiska böcker om Lunds universitet.
Fredrik Tersmeden har varit aktiv inom Nasala utskottet samt i Fakirensällskapet där han sedan 2014 är ordförande.

## Familj
Fredrik Tersmeden är son till hovrättslagmannen Erik Tersmeden och läraren Christina Tersmeden (född Eriksson) samt dotterson till rektor Carl-Erik Eriksson. Han är sedan 2022 gift med Kiki Lindell, universitetslektor i engelska vid Lunds universitet.

## Utmärkelser
Tersmeden utsågs hösten 2022 och promoverades i maj 2023 till hedersdoktor vid Humanistiska fakulteten vid Lunds universitet "för sin mångåriga och entusiastiska kunskapsförmedling om universitetets historia och väsen, såväl i som utanför akademin".